# Сквайр, Крис
Крис Сквайр (англ. Chris Squire, полное имя — Кристофер Рассел Эдвард Сквайр, англ. Christopher Russell Edward Squire; 4 марта 1948, Кингсбери, Лондон, Великобритания — 27 июня 2015, Финикс, Аризона, США) — британский бас-гитарист, сооснователь прог-рок-группы Yes. Он был самым долголетним оригинальным участником группы, оставаясь в ней до самой смерти и участвуя в каждом студийном альбоме, выпущенном с 1969 по 2014 годы. В 2017 году он был посмертно включён в Зал славы рок-н-ролла как участник Yes.
Сквайр был широко признан доминирующим басистом среди британских прогрессивных рок-групп, влияя на коллег и последующие поколения басистов своим резким звуком и тщательно очерченными мелодичными басовыми линиями. Его имя было связано с его фирменным инструментом, Rickenbacker 4001 (британская модель RM1999). С 1991 по 2000 год Rickenbacker выпускал ограниченным тиражом именную модель баса под его именем, 4001CS. В 2020 году занял 18-е место в списке 50 величайших басистов всех времён по версии журнала Rolling Stone.

## Карьера

### Yes
В сентябре 1967 года Сквайр присоединился к психоделической группе Mabel Greer's Toyshop, в которую входил гитарист Питер Бэнкс. Они выступали в клубе Marquee, где их увидел Джек Барри, владелец питейного заведения La Chasse, расположенного несколькими дверями ниже. Однажды вечером в La Chasse Барри познакомил Сквайра с Джоном Андерсоном, работником бара. Они обнаружили, что у них есть общие музыкальные интересы, включая Simon & Garfunkel, The Association и вокальные гармонии. В последующие дни они создали песню «Sweetness», которая позже была записана для первого альбома Yes.
По мере развития группы Андерсон и Сквайр привлекли к репетициям барабанщика Билла Бруфорда, клавишника Тони Кея и Бэнкса. Все пятеро согласились отказаться от названия Mabel Greer's Toyshop; они остановились на названии Yes, которое изначально было идеей Бэнкса. Группа отыграла свой первый концерт в качестве Yes в молодежном лагере в Ист-Мерси, Эссекс, 3 августа 1968 года.
В августе 1969 года Yes выпустили дебютный альбом с одноименным названием. Сквайр написал четыре из восьми треков альбома - «Beyond & Before», «Looking Around», «Harold Land» и «Sweetness».
После ухода Бруфорда из группы и замены его Аланом Уайтом в июле 1972 года Сквайр изменил свою игру, чтобы соответствовать изменениям в ритм-секции группы. Ему казалось, что он «играет слишком много, хотя я никогда не был в этом уверен. С Биллом то, что я делал, казалось правильным... С Аланом я обнаружил, что могу играть немного меньше, чем раньше, и все равно доносить свою игру до слушателя».
Сквайр описал свою игру на «The Remembering (High the Memory)» с альбома Tales from Topographic Oceans (1973) как «одну из самых прекрасных вещей, которые я когда-либо играл».
Сквайр был единственным участником группы, сыгравшим на каждом из 21 студийного альбома, выпущенного Yes с 1969 по 2014 год. Heaven & Earth стал его последним студийным альбомом.
Хотя большинство текстов группы были написаны Андерсоном, Сквайр написал большую часть музыки в соавторстве с гитаристом Стивом Хау (при этом Андерсон иногда вносил свой вклад). Кроме того, Сквайр и Хау исполняли бэк-вокал в гармонии с Андерсоном в таких песнях, как «South Side of the Sky» и «Close to the Edge».

### Другие проекты
В течение многих лет Сквайр уделял огромное внимание музыке Yes и практически не выпускал сольных работ. Его первой сольной пластинкой стал альбом 1975 года Fish Out of Water, в котором приняли участие выпускники Yes Билл Бруфорд на барабанах и Патрик Мораз на клавишных.
В 1981 году Сквайр вместе с Уайтом и гитаристом Джимми Пейджем стал участником недолго просуществовавшей группы XYZ, сокращенно от eX-Yes/Zeppelin. XYZ записали несколько демо-треков, но так и не выпустили ничего официального, хотя два из них послужили основой для двух более поздних композиций Yes, «Mind Drive» и «Can You Imagine?».
Сквайр также сыграл роль в привлечении Тревора Рэбина в группу Cinema, который стал составом Yes 90125.
В более поздние годы Сквайр объединился с гитаристом Yes Билли Шервудом в сайд-проекте под названием Conspiracy. Дебютный альбом этой группы с одноименным названием, выпущенный в 2000 году, содержал зачатки нескольких песен, которые появились на последних альбомах Yes. Второй альбом Conspiracy, The Unknown, вышел в 2003 году.
Рождественский альбом Chris Squire's Swiss Choir был выпущен в 2007 году (вместе с Стивом Хэкеттом). Сквайр снова сотрудничал с Хэкеттом, бывшим участником группы Genesis, для создания альбома Squackett A Life Within a Day, выпущенного в 2012 году.

## Стиль и наследие
Манера игры Сквайра на бас-гитаре обычно отмечается как агрессивная, динамичная и мелодичная.
Сквайр играл в основном с медиатором, держа его кончик очень близко к кончикам своих пальцев, что означало, что его большой палец также ударял по струнам сразу после медиатора, вызывая тонкие гармоники. Он часто использовал хаммер-он, пулл-офф, а также альтернативный и тремоло-пикинг. Помимо использования дисторшна, Сквайр иногда использовал другие эффекты, в частности хорус, фланжер и педали вау-вау, которые до этого в основном использовались гитаристами.
В интервью журналу Guitar Player в 1973 году Сквайр вспоминал, как он добился своего характерного для того времени тембра, переподключив RM1999 в стерео и направив басовый и высокочастотный звукосниматели каждый на отдельный усилитель. Разделив сигнал с баса на два выхода - высоко- и низкочастотный, а затем направив низкочастотный выход на обычный басовый усилитель, а высокочастотный - на отдельный усилитель для ведущей гитары, Сквайр получил тональный «сэндвич», который придал звуку рычащий, овердрайвовый характер, сохранив при этом мощный басовый отклик Rickenbacker. Это придавало его басовому звуку яркие, рычащие высокие частоты и чистые, плотные низкие частоты.
Эта техника позволила Сквайру использовать дисторшн на своей бас-гитаре, избегая при этом плоского, нечеткого звучания, потери мощности и плохой отдачи баса, которая обычно возникает, когда бас-гитары перегружаются через усилитель или пропускаются через фузз. Сквайр также заметно использовал жужжание ладов, обычно нежелательное состояние[прояснить], вызванное слабым натяжением струн, для создания дополнительной, рычащей остроты в своей игре.
Комплексный и сложный стиль игры Сквайра на басу повлиял на таких последующих басистов, как Билли Шихэн, Гедди Ли из Rush, Майк Миллз из R.E.M., Стив Диджорджио из Death и Sadus, Пэт Бэджер из Extreme, Джон Кэмп из Renaissance, Стив Харрис из Iron Maiden, Лес Клейпул из Primus, Джон Маянг из Dream Theater, Роберт Делео из Stone Temple Pilots и Джон Купер из Skillet. Джон Дикон из Queen также был вдохновлен Сквайром и сказал журналу Guitar Magazine, что Сквайр - его любимый басист.

### Инструменты и оборудование
Основным инструментом Сквайра был бас Rickenbacker 1964 года, который он купил и начал играть в 1965 году. Хотя обычно его называют моделью 4001, на самом деле он был из серии RM1999, британской экспортной версии 4001 (у Сквайра был серийный номер DC127). В интервью Circus Weekly в 1979 году Сквайр упомянул, что приобрел этот бас, когда работал в музыкальном магазине Boosey & Hawkes в Лондоне. Перед тем, как приобрести свой последний отличительный кремовый лак, бас дважды подвергался индивидуальной отделке бумагой (сначала цветочными обоями, а затем серебристой отражающей бумагой), и каждый раз его приходилось шлифовать после удаления бумаги, что уменьшало его массу и изменяло его резонанс. Неисправный бриджевый звукосниматель с более низким выходом и «жестяным звуком» был еще одной частью звукового характера инструмента, и Сквайр включил существующий недостаток, используя его в качестве резервного и вспомогательного для другого, полностью рабочего звукоснимателя. Инструмент был значительной частью уникального звука Сквайра. Благодаря своему отличительному тону, который сравнивали с тоном гитары, он позволял басу брать на себя более «ведущую» роль, что создавало динамичное звучание и идеально подходило Сквайру.
Хотя Сквайр обычно ассоциируется с Rickenbacker, на протяжении всей своей карьеры он играл на многих разных моделях бас-гитары, выбирая каждый инструмент в соответствии с требованиями песни и подходом того времени. В дополнение к четырехструнному басу он был одним из первых пионеров восьмиструнного баса, иногда играл на безладовом басе и интересовался интеграцией технологий в свои инструменты.
В ранние годы Yes Сквайр играл на бас-гитаре Fender Telecaster почти так же часто, как и на своем Rickenbacker RM1999. В середине 1970-х он играл на бас-гитаре Fender Jazz в некоторых треках, таких как «The Gates of Delirium», и на Gibson Thunderbird в треках, включая «Release, Release». В 1980 году Сквайр приобрел 4-струнную бас-гитару MPC Electra со встроенными блоками эффектов (лучше всего она прозвучала в песне Drama «Tempus Fugit»). В конце 1980-х Сквайр играл на различных четырех- и пятиструнных бас-гитарах Tobias (используя их почти исключительно на альбоме Big Generator 1987 года). Позже Сквайр пополнил свой арсенал четырехструнных бас-гитар моделями Lakland и Yamaha.
Помимо своего Rickenbacker, Сквайр играл на другой культовой бас-гитаре — изготовленной на заказ тройной гриф, изначально сконструированной для Роджера Ньюэлла из группы Рика Уэйкмана, которую Уэйкман впоследствии подарил Сквайру. Этот инструмент использовался для живых выступлений песни Yes «Awaken», для сценического эффекта и для того, чтобы избежать необходимости быстрой смены инструментов для разных партий (как это было в студийной версии). Он был адаптирован для целей Сквайра, причем верхний гриф представлял собой шестиструнный бас с удвоенными струнами A, D и G, средний гриф представлял собой стандартную ладовую четырехструнную гитару, а нижний гриф представлял собой безладовую четырехструнную гитару.
Сквайр был энтузиастом использования басовых педалей, изначально играя на педалях Moog Taurus, но позже заменив их сэмплами, запускаемыми с сэмплера E-Mu ESI2000 через массив педалей.
Выбор педалей эффектов Сквайра включал Maestro Fuzz-Tone, TC Electronic Stereo Chorus Flanger, TC Nova Reverb, Boss OC-3 Super Octave, Mu-Tron III и изготовленные на заказ педали тремоло. На протяжении всей своей карьеры Сквайр использовал усилитель Marshall мощностью 100 Вт и кабинет 4x12, но со временем также использовал усилители и кабинеты Sunn, Ampeg SVT-2 PRO, кабинеты Ampeg 8x10 и пару изготовленных на заказ кабинетов Clair Brothers 6x12 с направленными динамиками.
Помимо бас-гитары и басовых педалей, Сквайр также иногда играл на губной гармошке, фортепиано и шести- или двенадцатиструнной гитаре.

## Личная жизнь
Сквайр был женат трижды и имел пятерых детей.
Сквайр встретил свою первую жену Никки в 1970 году в клубе в Лондоне. Они поженились в 1972 году. Она пела в рождественском сингле 1981 года «Run with the Fox», а также в треке «Hold Out Your Hand» из альбома Fish Out of Water (1975). В 1983 году она основала Esquire, на первом альбоме которого ей помогали Крис, Алан Уайт и Тревор Хорн. У них было три дочери: Кармен, Чандрика и Камилла Сквайр. Пара развелась после пятнадцати лет брака.
Сквайр женился на актрисе Мелиссе Морган 8 мая 1993 года. Она родила сына Кэмерона в 2000 году.
Его третий и последний брак был заключен со Скотланд Сквайр, которая родила дочь Ксилан в 2008 году. В 2014 году они жили в Финиксе, штат Аризона, до этого проживая в Челси.
В 1970-е годы Сквайр был вегетарианцем. В 1973 году он гастролировал с группой Eagles и пристрастился к кокаину. В какой-то момент своей жизни Сквайр также перенес сердечный приступ.
Прозвище Сквайра, «Рыба», возникло по нескольким причинам. Его астрологический знак - Рыбы, и он был известен своей любовью к купанию. Похоже, что это прозвище в основном было предложено его коллегой по группе Биллом Бруфордом, который прокомментировал, как Сквайр проводил много времени в ванной, когда они делили дом в Фулеме и как в ранние дни карьеры Yes он однажды случайно затопил гостиничный номер в Осло, Норвегия, принимая душ. Другим фактором в названии является гетеронимное и каламбурное значение слова «бас», описывающее низкочастотный звук или бас-гитару, а также рыбу. Прозвище включено в несколько работ Сквайра, включая его сольный альбом Fish Out of Water (1975) и сольную пьесу «The Fish (Schindleria Praematurus)» с альбома Yes 1971 года Fragile.
В 2011 году вид ископаемой рыбы был назван Tarkus squirei в честь Сквайра, ссылаясь на его прозвище.

## Болезнь, смерть и дань памяти

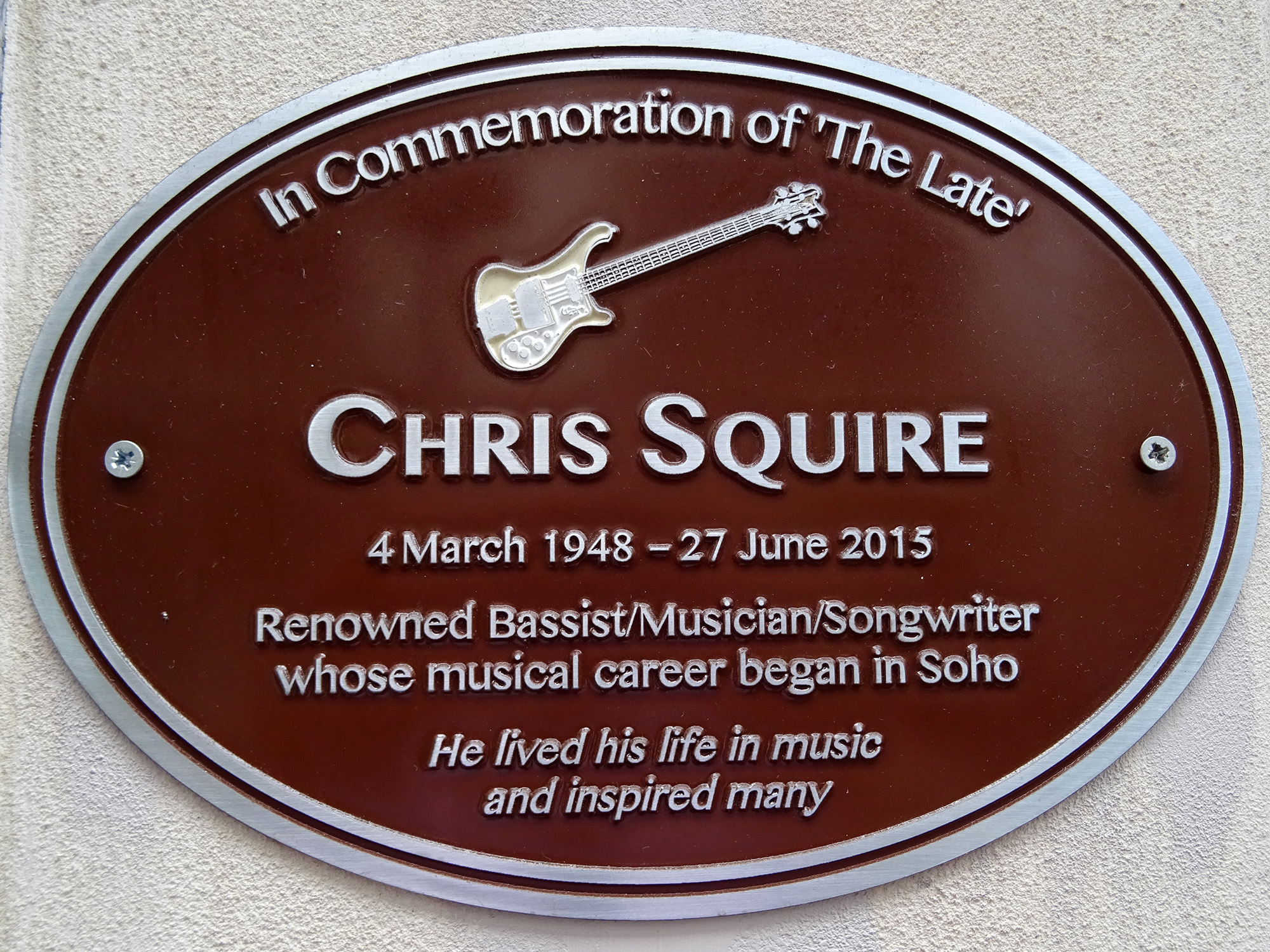
Коричневая табличка на Уорик-стрит, Сохо, Лондон

19 мая 2015 года Yes объявили, что у Сквайра диагностирован острый эритроидный лейкоз, и он возьмет перерыв в выступлениях на время лечения.
Поздним вечером 27 июня 2015 года Сквайр умер от болезни в возрасте 67 лет, проходя лечение в своем родном городе Финикс, штат Аризона. Официальная страница Yes в Facebook подтвердила эту новость на следующий день. Трибьюты отдали коллеги-музыканты Брайан Мэй, Гизер Батлер, Джин Симмонс и Том Морелло, а также члены группы Джефф Даунс и Билл Бруфорд. Сквайр умер через 13 лет после смерти своего раннего музыкального влияния, Джона Энтвистла.
В апреле 2016 года астероид 2002 XR80 получил официальное постоянное имя от Международного астрономического союза в честь Сквайра. Астероид (90125) Chrissquire был открыт 11 декабря 2002 года и является астероидом главного пояса с орбитальным периодом 4,08 года.
В ноябре 2018 года на лейбле Purple Pyramid Records вышел трибьют-альбом A Life in Yes: The Chris Squire Tribute. Он содержал каверы песен Yes, исполненные такими артистами, как Джон Дэвисон, Патрик Мораз, Стив Поркаро, Стив Хэкетт, Тони Кэй, Дуизил Заппа и Кэндис Найт.

## Дискография

### Сольные альбомы
- Fish out of Water (1975)
- Chris Squire’s Swiss Choir (2007)

### Совместные проекты
- The Syn:
  - Original Syn (2004)
  - Syndestructible (2005)
  - Armistice Day (2007)
  - Big Sky (2009)
- Conspiracy:
  - Conspiracy (2000)
  - The Unknown (2003)
- Squackett
  - A Life Within a Day (2012)